# Championnat d'Azerbaïdjan de football 2012-2013
Navigation
Saison précédente Saison suivante
La saison 2012-2013 du Championnat d'Azerbaïdjan de football est la 21e édition de la première division en Azerbaïdjan. 
La Top League est organisée en 2 phases. Lors de la première, les 12 équipes s'affrontent au sein d'une poule unique en matchs aller et retour, à domicile et à l'extérieur. Les 6 premiers disputent la poule pour le titre et les 6 derniers la poule de relégation. Dans la seconde phase, chaque équipe conserve dans sa poule les résultats acquis face à ses adversaires directs et affronte deux fois supplémentaires ses adversaires. À la fin de la seconde phase, pour permettre le passage de l'élite de 12 à 10 formations, les deux derniers de la poule de relégation sont rétrogradés en deuxième division et il n'y a pas de clubs promus.
C'est le club du Neftchi Bakou qui remporte la compétition après avoir terminé en tête de la poule pour le titre, avec trois points d'avance sur le FK Qarabag Agdam et cinq sur l'Inter Bakou. Il s'agit du huitième titre de champion d'Azerbaïdjan de l'histoire du club, qui réussit même le doublé en s'imposant face au FK Khazar Lenkoran en finale de la Coupe d'Azerbaïdjan.

## Les clubs participants
| - FK Neftchi Bakou - FK Inter Bakou - FK Khazar Lenkoran - Qabala FK - FK Bakou - FK Qarabag Agdam | - PFK Turan Tovuz - FK Ravan Bakou - FK Simurq Zaqatala - Kapaz PFC - AZAL PFK Bakou - FK Sumgayit |

## Première phase

### Classement
| Rang | Équipe             | Pts | J  | G  | N  | P  | Bp | Bc | Diff |
| ---- | ------------------ | --- | -- | -- | -- | -- | -- | -- | ---- |
| 1    | FK Neftchi Bakou T | 44  | 22 | 14 | 2  | 6  | 47 | 24 | +23  |
| 2    | FK Inter Bakou     | 41  | 22 | 11 | 8  | 3  | 24 | 12 | +12  |
| 3    | FK Qarabag Agdam   | 39  | 22 | 10 | 9  | 3  | 30 | 19 | +11  |
| 4    | FK Simurq Zaqatala | 36  | 22 | 9  | 9  | 4  | 25 | 15 | +10  |
| 5    | Qabala FK          | 32  | 22 | 9  | 5  | 8  | 26 | 27 | -1   |
| 6    | FK Bakou           | 30  | 22 | 6  | 12 | 4  | 24 | 15 | +9   |
| 7    | AZAL PFK Bakou     | 29  | 22 | 7  | 8  | 7  | 32 | 25 | +7   |
| 8    | FK Khazar Lenkoran | 28  | 22 | 7  | 7  | 8  | 32 | 27 | +5   |
| 9    | PFK Turan Tovuz    | 23  | 22 | 6  | 5  | 11 | 24 | 35 | -11  |
| 10   | FK Sumgayit        | 22  | 22 | 5  | 7  | 10 | 20 | 39 | -19  |
| 11   | FK Ravan Bakou     | 22  | 22 | 6  | 4  | 12 | 23 | 36 | -13  |
| 12   | Kapaz PFC          | 10  | 22 | 2  | 4  | 16 | 12 | 45 | -33  |

|  | Participation à la poule pour le titre             |
|  | Participation à la poule de relégation             |
|  | T : Tenant du titre P : Promu de deuxième division |

### Matchs
| Résultats (▼dom., ►ext.) | AZL | BAK | KAP | INT | KHA | SIM | NEF | QAR | GAB | RAV | SUM | TUR |
| AZAL PFK Bakou           |     | 2-1 | 3-0 | 0-0 | 0-2 | 1-1 | 1-2 | 6-2 | 6-1 | 3-1 | 1-1 | 0-0 |
| FK Bakou                 | 2-0 |     | 3-1 | 0-0 | 2-0 | 0-0 | 1-2 | 0-0 | 1-1 | 2-1 | 1-1 | 1-1 |
| Kapaz PFC                | 0-2 | 0-0 |     | 0-2 | 0-1 | 1-1 | 0-3 | 0-0 | 1-0 | 0-2 | 0-0 | 1-2 |
| Inter Bakou              | 0-0 | 1-0 | 3-1 |     | 0-0 | 1-0 | 1-1 | 1-1 | 2-1 | 2-0 | 1-0 | 2-0 |
| FK Khazar Lenkoran       | 1-2 | 1-1 | 4-0 | 2-3 |     | 0-2 | 2-1 | 2-0 | 1-1 | 4-0 | 2-2 | 4-2 |
| FK Simurq Zaqatala       | 1-1 | 0-0 | 2-1 | 1-0 | 2-2 |     | 0-2 | 0-0 | 1-1 | 3-0 | 1-0 | 3-0 |
| Neftchi Bakou            | 4-2 | 1-1 | 4-1 | 2-0 | 2-1 | 2-1 |     | 0-1 | 3-0 | 2-0 | 2-1 | 2-1 |
| FK Qarabag Agdam         | 2-0 | 1-1 | 3-1 | 0-0 | 1-0 | 2-1 | 1-0 |     | 1-2 | 0-0 | 3-0 | 1-1 |
| Qabala FK                | 0-0 | 0-2 | 2-0 | 1-0 | 2-0 | 0-1 | 2-1 | 1-1 |     | 1-3 | 4-1 | 0-1 |
| FK Ravan Bakou           | 1-0 | 1-1 | 1-2 | 0-2 | 1-1 | 0-2 | 2-0 | 2-3 | 1-3 |     | 2-3 | 2-0 |
| FK Sumgayit              | 2-2 | 1-0 | 2-1 | 0-0 | 1-1 | 0-1 | 3-2 | 1-6 | 0-1 | 0-1 |     | 0-1 |
| PFK Turan Tovuz          | 1-0 | 0-4 | 5-1 | 2-3 | 2-1 | 1-1 | 2-3 | 0-1 | 0-2 | 2-2 | 0-1 |     |

## Seconde phase

### Poule pour le titre
| Rang | Équipe             | Pts | J  | G  | N  | P  | Bp | Bc | Diff |  | Résultats (▼ dom., ► ext.) | BAK | GAB | INT | NEF | QAR | SIM |
| ---- | ------------------ | --- | -- | -- | -- | -- | -- | -- | ---- |  | -------------------------- | --- | --- | --- | --- | --- | --- |
| 1    | Neftchi Bakou T'C' | 62  | 32 | 19 | 5  | 8  | 59 | 32 | +27  |  | Neftchi Bakou T'C'         | 0-1 | 2-1 | 2-0 |     | 1-2 | 1-1 |
| 2    | FK Qarabag Agdam   | 59  | 32 | 16 | 11 | 5  | 43 | 26 | +17  |  | FK Qarabag Agdam           | 3-1 | 1-0 | 3-2 | 1-2 |     | 0-0 |
| 3    | Inter Bakou        | 57  | 32 | 16 | 9  | 7  | 38 | 22 | +16  |  | Inter Bakou                | 2-1 | 1-0 |     | 0-1 | 0-0 | 5-0 |
| 4    | FK Simurq Zaqatala | 48  | 32 | 12 | 12 | 8  | 32 | 26 | +6   |  | FK Simurq Zaqatala         | 0-1 | 2-0 | 1-0 | 0-1 | 1-0 |     |
| 5    | FK Bakou           | 41  | 32 | 9  | 14 | 9  | 33 | 27 | +6   |  | FK Bakou                   |     | 0-1 | 1-2 | 1-1 | 0-1 | 2-1 |
| 6    | Qabala FK          | 38  | 32 | 10 | 8  | 14 | 32 | 40 | -8   |  | Qabala FK                  | 1-1 |     | 1-2 | 1-1 | 0-2 | 1-1 |

|  | Qualification pour la Ligue des champions 2013-2014                      |
|  | Qualification pour le 1er tour préliminaire de la Ligue Europa 2013-2014 |
|  | T : Tenant du titre C : Vainqueur de la Coupe d'Azerbaïdjan              |

### Poule de relégation
| Rang | Équipe             | Pts | J  | G  | N  | P  | Bp | Bc | Diff |  | Résultats (▼ dom., ► ext.) | AZL | KAP | KHA | RAV | SUM | TUR |
| ---- | ------------------ | --- | -- | -- | -- | -- | -- | -- | ---- |  | -------------------------- | --- | --- | --- | --- | --- | --- |
| 7    | AZAL PFK Bakou     | 57  | 32 | 16 | 9  | 7  | 57 | 32 | +25  |  | AZAL PFK Bakou             |     | 4-0 | 2-0 | 3-2 | 1-0 | 2-0 |
| 8    | FK Ravan Bakou     | 40  | 32 | 12 | 4  | 16 | 46 | 54 | -8   |  | FK Ravan Bakou             | 3-5 | 3-0 | 1-0 |     | 3-0 | 1-0 |
| 9    | FK Khazar Lenkoran | 40  | 32 | 10 | 10 | 12 | 40 | 37 | +3   |  | FK Khazar Lenkoran         | 1-1 | 1-0 |     | 1-2 | 0-0 | 1-0 |
| 10   | FK Sumgayit        | 35  | 32 | 9  | 8  | 15 | 31 | 49 | -18  |  | FK Sumgayit                | 0-2 | 1-0 | 1-0 | 4-1 |     | 4-0 |
| 11   | PFK Turan Tovuz    | 30  | 32 | 8  | 6  | 18 | 34 | 59 | -25  |  | PFK Turan Tovuz            | 0-2 | 3-5 | 2-2 | 2-6 | 2-1 |     |
| 12   | Kapaz PFC          | 19  | 32 | 5  | 4  | 23 | 23 | 64 | -41  |  | Kapaz PFC                  | 1-3 |     | 1-2 | 3-1 | 1-0 | 0-1 |

|  | Qualification pour le 1er tour préliminaire de la Ligue Europa 2013-2014 |
|  | Relégation en deuxième division                                          |
|  | P : Promu de deuxième division                                           |

## Bilan de la saison
| Championnat d'Azerbaïdjan de football 2012-2013                        |                          |
| Champion                                                               | Neftchi Bakou (8e titre) |
| Coupes et trophées                                                     |                          |
| Vainqueur de la Coupe d'Azerbaïdjan 2012-2013                          | Neftchi Bakou            |
| Qualifications continentales                                           |                          |
| Ligue des champions de l'UEFA 2013-2014                                | Neftchi Bakou            |
| Ligue Europa 2013-2014                                                 | FK Khazar Lenkoran       |
| Ligue Europa 2013-2014                                                 | FK Qarabag Agdam         |
| Ligue Europa 2013-2014                                                 | Inter Bakou              |
| Promotions et relégations                                              |                          |
| Promus en Top League                                                   | Aucun                    |
| Relégués en Championnat d'Azerbaïdjan de football de deuxième division | Kapaz PFC                |
| Relégués en Championnat d'Azerbaïdjan de football de deuxième division | PFK Turan Tovuz          |